# Pasir Gunung Selatan
Pasir Gunung Selatan is een bestuurslaag in het regentschap Depok van de provincie West-Java, Indonesië. Pasir Gunung Selatan telt 33.315 inwoners (volkstelling 2010).